# Matrícula (embarcaciones)

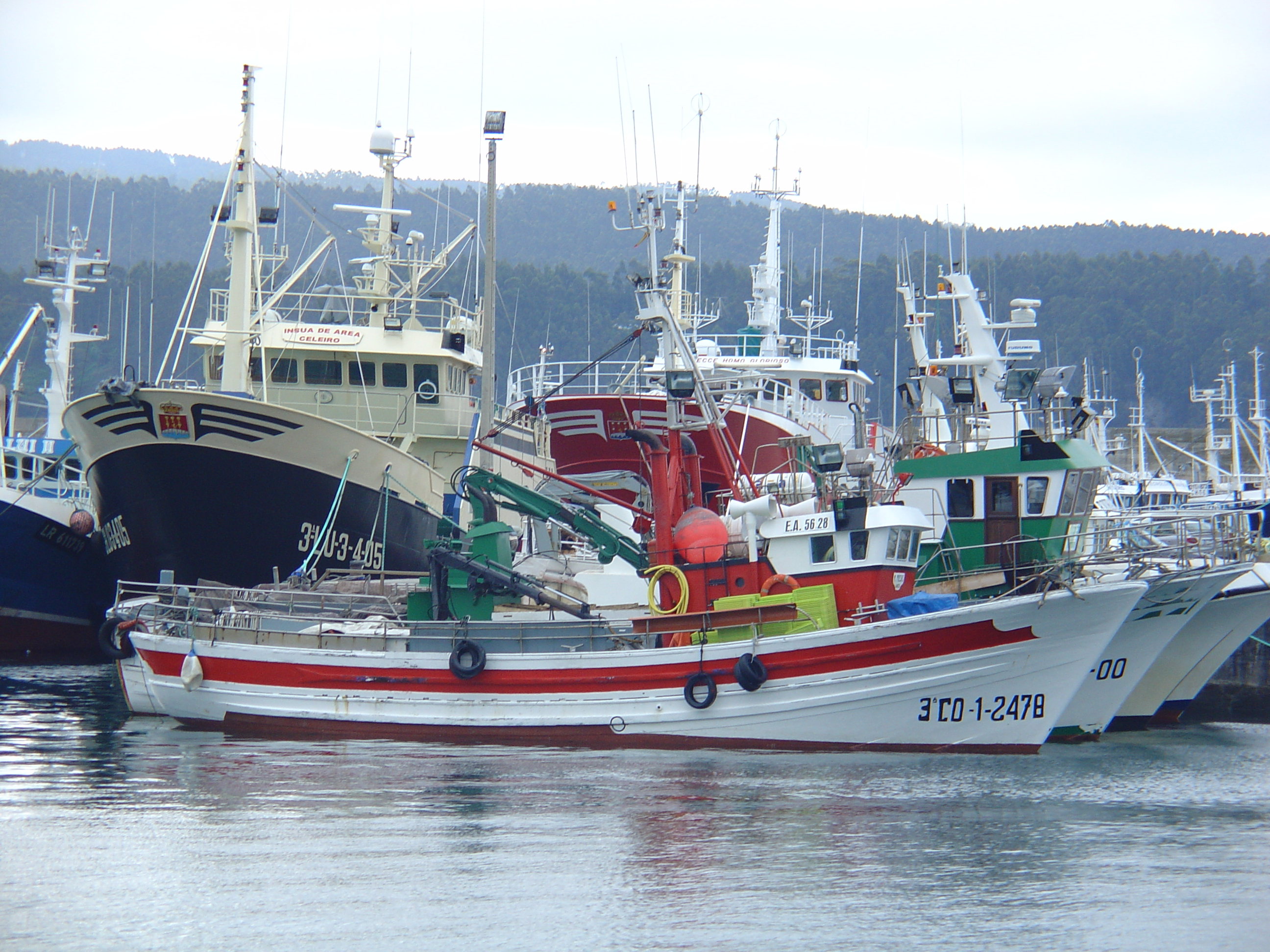
Barco pesquero, con matrícula española de la provincia marítima de La Coruña, distrito marítimo de Sada (CO-1), en el Puerto de Cillero.

El Indicativo de matrícula de una embarcación es el conjunto alfanumérico que individualiza a cada buque de los demás, siendo, por tanto, único. 
Habitualmente va pintado o fijado en ambas amuras de la embarcación, de modo que su tamaño y color sean adecuados, en relación con las dimensiones y colores del buque o embarcación, para que pueda ser fácilmente identificado en la mar.
En general las matrículas constan de letras o números que hacen referencia al puerto de origen de la embarcación, seguidos de un número que la individualiza. Además es habitual que incluyan un número o letra que designa la actividad o tipo de buque.